# Antônio Carlos Zago
Antônio Carlos Zago (Presidente Prudente, São Paulo, 18 de mayo de 1969) es un exfutbolista y entrenador brasileño. Actualmente sin club.

## Trayectoria

### Como jugador
Comenzó a jugar al fútbol profesional con el São Paulo, donde permaneció durante tres años, y luego fichó por el Albacete Balompié, de España, donde permaneció solo por una temporada. Regresó a su tierra natal, esta vez al Palmeiras, otro equipo de São Paulo y rival de su anterior equipo brasileño. Después de tres años en el club, emigró una vez más, esta vez al club japonés Kashiwa Reysol, donde nuevamente permaneció solo un año antes de regresar a jugar en São Paulo. Pero esta vez en el Corinthians, siendo uno de los pocos jugadores que ha jugado en los tres equipos más grandes de la ciudad y también en sus archirrivales.
En enero de 1998, se trasladó a la capital italiana para incorporarse a la Roma a petición del técnico del club, Zdenek Zeman, que buscaba reforzar la línea defensiva del equipo. En su debut en la Serie A con el club, el 11 de febrero de 1998, en Lecce, fue expulsado a los pocos minutos de juego. Sin embargo, sus actuaciones con los giallorossi pronto mejoraron y pudo demostrar su calidad y habilidad, lo que lo llevó a ser llamado a la selección brasileña en 1999. Zago jugó durante cinco temporadas con la Roma y también formó parte del equipo ganador del scudetto de 2001. Zago se asoció con su compatriota Aldair y el argentino Walter Samuel para formar una defensa sólida, que ayudó a la Roma a reclamar el título de la Serie A. Debido a su éxito y actuaciones con la Roma, Zago sigue siendo una figura popular entre los fanáticos romanistas, que lo apodaron Terminator durante su tiempo en el club.
En noviembre de 1999, fue protagonista de un episodio impactante, cuando escupió en la cara al jugador de la Lazio Diego Simeone durante un derbi. El resultado fue una actitud positiva hacia él por parte de los fanáticos, quienes rindieron homenaje a su acción en la canción Brusco, las frases «Zago: escupe fuego como un dragón» y «la gente solo puede mantener la boca cerrada, sino AC Zago los escupirá». Zago es también uno de los pocos jugadores brasileños que se conoce con su nombre y apellido. Durante los años que pasó en Roma, había elegido su nombre en la camiseta para que se escribiera de diferentes formas, primero Antônio Carlos, luego AC Zago y luego simplemente Zago.
En 2002, después de casi unirse al Bolton Wanderers, dejó Roma. Después de un año de inactividad, se fue a Turquía y firmó con el Beşiktaş antes de regresar a Brasil en agosto de 2004 a Santos. En 2005 y 2006, jugó con el Juventude. Terminó su carrera con Santos en 2007.

### Como entrenador
En junio de 2009, después de una experiencia fallida como director técnico en Corinthians, firmó un contrato como entrenador con São Caetano.
Como técnico, tuvo un comienzo prometedor en el Campeonato Paulista 2010 y disfrutó de una victoria histórica contra el Palmeiras en el Estadio Palestra Itália. La hazaña lo acercó a los líderes tradicionales del Palmeiras y el 18 de febrero de 2010 firmó con el club. Sin embargo, problemas con la plantilla y las críticas al mal desempeño del Verdaõ motivaron su renuncia tres meses después.
En enero de 2013, regresó a la Roma, esta vez como entrenador ayudante. El 16 de octubre de 2013, el FK Shajtar Donetsk lo nombró nuevo asistente de entrenador de Mircea Lucescu.
El 12 de diciembre de 2016, fue nombrado nuevo entrenador del Internacional de Porto Alegre en sustitución de Lisca que fue despedido el 11 de diciembre, solo unas horas después de que el equipo descendiera por primera vez en la historia de Brasil. El 28 de mayo de 2017, fue despedido.
El 20 de agosto de 2017, fue anunciado nuevo entrenador de Fortaleza. Ayudó al equipo a regresar a la Serie B después de una ausencia de ocho años, pero anunció su marcha el 26 de octubre.
En octubre de 2017, Juventude anunció su regreso como entrenador. Fue despedido el 22 de febrero de 2018, tras quedar eliminado en la Copa de Brasil.
El 5 de septiembre de 2018, fue nombrado entrenador de Red Bull Brasil para el Campeonato Paulista 2019.Cuando Red Bull compró al Bragantino, se convirtió en su técnico y llevó al equipo a la Serie A.
El 2 de enero de 2020, fue anunciado como entrenador del Kashima Antlers.Fue despedido el 14 de abril de 2021, tras una serie de malos resultados.
El 14 de julio de 2021, fue confirmado como técnico del Bolívar, meses después de que el club fuera anunciado como socio del City Football Group.El 12 de noviembre de 2022, tras ganar el Apertura 2022, decidió marcharse del club.
El 22 de abril de 2023, regresó a Brasil tras ser nombrado director del Coritiba. Fue despedido el 27 de junio, luego de no conseguir una victoria en once partidos.
El 31 de octubre de 2023, fue oficializado como entrenador de la selección de Bolivia.En la Copa América 2024, el seleccionado quedó eliminado en la fase de grupos después de finalizar en la última colocación del Grupo C.El 18 de julio de 2024, la Federación Boliviana de Fútbol tomó la decisión de despedirlo de su cargo.
El 12 de enero de 2025, asumió al frente de The Strongest.

## Selección nacional
Debutó con la selección de Brasil el 30 de octubre de 1991, en una victoria por 3-1 contra Yugoslavia y permaneció en la selección nacional hasta 1993. Sin embargo, después de un período de éxitos mixtos a nivel de clubes ya no fue convocado. Solo después de mudarse a la Roma, logró regresar a la selección con sus actuaciones destacadas para el club. Entre 1998 y 2001, jugó 26 partidos con Brasil y marcó 2 goles; también formó parte de la escuadra que ganó la Copa América de 1999. En total, jugó 37 partidos con Brasil entre 1991 y 2001, anotando 3 goles.

## Clubes

### Como jugador
| Club              | País    | Año       | Partidos | Goles |
| ----------------- | ------- | --------- | -------- | ----- |
| São Paulo FC      | Brasil  | 1990-1992 | 64       | 4     |
| Albacete Balompié | España  | 1992-1993 | 12       | 1     |
| Palmeiras         | Brasil  | 1993-1995 | 58       | 5     |
| Kashiwa Reysol    | Japón   | 1996-1997 | 24       | 0     |
| Corinthians       | Brasil  | 1997-1998 | 12       | 2     |
| AS Roma           | Italia  | 1998-2002 | 107      | 2     |
| Beşiktaş JK       | Turquía | 2002-2004 | 56       | 2     |
| Santos FC         | Brasil  | 2004-2005 | 7        | 0     |
| Juventude         | Brasil  | 2005-2006 | 52       | 2     |
| Santos FC         | Brasil  | 2007      | 1        | 0     |

### Como entrenador
| Club                 | País    | Año       | PJ  | PG  | PE  | PP  | Rendimiento |
| -------------------- | ------- | --------- | --- | --- | --- | --- | ----------- |
| São Caetano          | Brasil  | 2009-2010 | 35  | 16  | 8   | 11  | 53.33 %     |
| Palmeiras            | Brasil  | 2010      | 19  | 9   | 5   | 5   | 56.14 %     |
| Grêmio Barueri       | Brasil  | 2010      | 6   | 1   | 2   | 3   | 27.78 %     |
| Mogi Mirim           | Brasil  | 2011      | 6   | 2   | 1   | 3   | 38.89 %     |
| Vila Nova            | Brasil  | 2011      | 7   | 4   | 0   | 3   | 57.14 %     |
| Audax-SP             | Brasil  | 2012      | 51  | 25  | 9   | 17  | 54.9 %      |
| Juventude            | Brasil  | 2015-2016 | 54  | 24  | 16  | 14  | 54.32 %     |
| Internacional        | Brasil  | 2017      | 30  | 14  | 10  | 6   | 57.78 %     |
| Fortaleza            | Brasil  | 2017      | 9   | 3   | 3   | 3   | 44.44 %     |
| Juventude            | Brasil  | 2017-2018 | 15  | 2   | 5   | 8   | 24.44 %     |
| Red Bull Brasil      | Brasil  | 2019      | 31  | 16  | 11  | 4   | 63.44 %     |
| Bragantino           | Brasil  | 2019      | 38  | 22  | 9   | 7   | 65.78 %     |
| Kashima Antlers      | Japón   | 2020-2021 | 48  | 23  | 7   | 18  | 52.78 %     |
| Bolívar              | Bolivia | 2021-2022 | 77  | 42  | 12  | 23  | 59.74 %     |
| Coritiba             | Brasil  | 2023      | 11  | 0   | 4   | 7   | 12.12 %     |
| Selección de Bolivia | Bolivia | 2023-2024 | 10  | 2   | 0   | 8   | 20 %        |
| The Strongest        | Bolivia | 2025      | 4   | 1   | 1   | 2   | 33.33 %     |
| Botafogo-PB          | Brasil  | 2025      | 6   | 1   | 2   | 3   | 27.78 %     |
| Total                | Total   | Total     | 457 | 207 | 105 | 145 | 52.96 %     |

## Palmarés

### Como jugador
Torneos regionales
| Título                | Club         | Estado                     | Año  |
| --------------------- | ------------ | -------------------------- | ---- |
| Campeonato Paulista   | São Paulo FC | São Paulo                  | 1991 |
| Campeonato Paulista   | São Paulo FC | São Paulo                  | 1992 |
| Campeonato Paulista   | Palmeiras    | São Paulo                  | 1993 |
| Torneio Río-São Paulo | Palmeiras    | São Paulo - Río de Janeiro | 1993 |
| Campeonato Paulista   | Palmeiras    | São Paulo                  | 1994 |
| Campeonato Paulista   | Corinthians  | São Paulo                  | 1997 |
| Campeonato Paulista   | Santos FC    | São Paulo                  | 2004 |

Torneos nacionales
| Título               | Club         | País    | Año  |
| -------------------- | ------------ | ------- | ---- |
| Campeonato Brasileño | São Paulo FC | Brasil  | 1991 |
| Campeonato Brasileño | Palmeiras    | Brasil  | 1993 |
| Campeonato Brasileño | Palmeiras    | Brasil  | 1994 |
| Campeonato Italiano  | AS Roma      | Italia  | 2001 |
| Supercopa de Italia  | AS Roma      | Italia  | 2001 |
| Liga Turca           | Beşiktaş JK  | Turquía | 2003 |
| Campeonato Brasileño | Santos FC    | Brasil  | 2004 |

Torneos internacionales
| Título            | Club                | Sede      | Año  |
| ----------------- | ------------------- | --------- | ---- |
| Copa Libertadores | São Paulo FC        | São Paulo | 1992 |
| Copa América      | Selección brasileña | Paraguay  | 1999 |

### Como entrenador
Títulos nacionales
| Título           | Club    | País    | Año    |
| ---------------- | ------- | ------- | ------ |
| Primera división | Bolívar | Bolivia | 2022-A |